# Святогорская республика
Святогорская республика — квазигосударственное образование в районе города Святогорска.

## История
3 мая 1917 года начальник милиции четвёртого сословия Изюмского уезда Харьковской губернии подпоручик Шилов объявил на «Святых горах» республику. Так утверждали газеты. Шилов участвовал в организации рабочих Святогорского лесопильного завода и ряда окружных деревень. Он «проповедовал идеи большевизма и восхвалял немецкого солдата».
В июне в одном из зданий Святогорского монастыря был создан Совет рабочих и солдатских депутатов в который входило 12 депутатов избранные местным населением. Главой совета по сведениям газет был избран "монархист" Александр Молодников, в совет также входил большевик Старченко. Именно эти двое провозгласили советскую республику, которая имела красный флаг с надписью «Святогорская Республика». После провозглашения республики все имущество Святогорского монастыря перешло в пользование совета.
Изюмская уездная власть никак не отреагировала на создание республики. Для урегулирования конфликта на «Святые горы» выехала комиссия от Харьковского общественного комитета и представители совета депутатов.
В этом же месяце местное крестьянство захватило республиканские сенокосы. Совету Святогорской республики ничего не оставалось, как узаконить этот самозахват. Определённое время Молодников проводил самостоятельную политику, формально поддерживая связь с земской управой.
2 июня 1917 года Святогорский сход Изюмского уезда выразил полное доверие Временному Правительству, Святогорская республика была ликвидирована.
Несмотря на официальные заявления о ликвидации республики республика продолжала существовать и дальше. В октябре 1917 года в Святогорской республике произошел переворот. Сын местного помещика Шилов, который отказался от земли отца в пользу местных крестьян, став ярым большевиком, объявил себя главой республики.
Шилов сразу же реформировал совет, «организовав его на новых началах» и установил тесную связь с Изюмским большевистским ревштабом. С другой стороны Шилов продолжал предыдущую линию на полную независимость от уездного центра.
Про дальнейшую судьбу республики мало известно, потому что о ней запретили говорить ещё в 1917 году. На это указывает постановление 3-го Изюмского съезда крестьянских депутатов ещё 10 июня 1917:
«Считать все слухи про „Святогорскую республику“ слухами, которые распускают злонамеренные люди, и при повторении подобных заявлений применить строжайшие мероприятия».

## Территория республики
Республика располагалась на землях Святогорского монастыря и на землях, окружавших имение графа Рибопьера.

## Реакция
Местный большевик Воробьев считал Святогорскую республику «первой ласточкой ультралевого анархизма на Изюмщине».